# Тхудык
Тхудык (вьетн. Thủ Đức) — муниципальный город (пригород) под управлением города Хошимин (Вьетнам). В соответствии с административным делением Вьетнама, имеет статус, соответствующий статусу города провинциального подчинения. Однако, поскольку Хошимин не является провинцией, Тхудык называют «городом, подчинённым городу центрального подчинения» (вьет. Thành phố thuộc thành phố trực thuộc Trung ương, Thành phố thuộc TPTTTW).
Город был основан комитетом национального собрания 9 декабря 2020 года из районов 2, 9 и района Тхудык. Площадь города составляет 211,56 км², население по состоянию на 2019 год составляет 1 013 795 жителей. После создания города Тхудык, он должен внести большой вклад в национальный экономический рост и ускорит развитие ключевой южной экономической зоны.
Эта модель «города в городе» использовалась во многих городах, включая финансовый центр Канэри-Уорф в Лондоне, Кремниевую долину в Сан-Франциско, Каннамгу в Сеуле, Пудун в Шанхае и т. д. Было предложено предоставить городу автономию в принятии решений и политические стимулы для развития инновационного потенциала для повышения конкурентоспособности, как это сделал Китай с Шэньчжэнем, экономика которого сейчас больше, чем экономика Гонконга.

## Администрация
Тхудык является городом 1 класса Хошимина и первым городом во Вьетнаме, использующим концепцию «города в городе».
Город состоит из 34 кварталов:
| - Анкхань - Анлойдонг - Анфу - Биньтьеу - Биньтхо - Биньчынгдонг - Биньчынгтай - Катлай - Хиэпбиньчань - Хиэпбиньфыок | - Хиэпфу - Линьтьеу - Линьдонг - Линьтай - Линьчунг - Линьсуан - Лонгбинь - Лонгфыок - Лонгтханьмай - Лонгчынг | - Фухуу - Фыокбинь - Фыоклонг A - Фыоклонг B - Тамбинь - Тамфу - Тангнхонфу A - Тангнхонфу B - Тханьмайлой - Тхаодиэн | - Тхутхиэм - Чынгтхань - Чынгтхо |

После переустройства метрополии, Хошимин состоит из 22 административно-территориальных единиц, в том числе 1 города, 16 городских районов и 5 сельских уездов. Всего на уровне коммун включены 312 единицы, включая 249 кварталов, 58 коммун и 5 городов на уровне коммуны.

## Инновационные центры
Всего в городе расположены восемь инновационных центров:
- Thu Thiem Fintech Hub
- Truong Tho Port Urban Area
- Rach Chiec Sports and Wellness Hub
- National University IT and EduTech Hub
- Saigon Hi-Tech Park and Automated Manufacturing Hub
- Tam Da Ecotech Hub
- Creative Startup Center
- Traffic Hub connecting the Southeastern parts and Cat Lai International Port

## Экономика
На город Тхудык будет приходиться одна треть валового регионального внутреннего продукта (ВРВП) Хошимина и 7 % национального валового внутреннего продукта (ВВП), что уступает лишь ВВП Ханоя, но превышает ВВП провинций Биньзыонг и Донгнай.

## Инфраструктура

### Шоссе и скоростная автомагистрали
- Ханой (шоссе)
- Хошимин — Лонгтхань — Скоростная автомагистраль Даугиай
- Кольцевая дорога 2
- Кольцевая дорога 3

### Транспорт
- Новый Восточный автовокзал[22]
- Хошиминский метрополитен

## Объекты
Во времена существования Южного Вьетнама здесь располагалась Военная академия Тхудык.